# Philiris albihumerata
Philiris albihumerata är en fjärilsart som beskrevs av Tite 1963. Philiris albihumerata ingår i släktet Philiris och familjen juvelvingar. Inga underarter finns listade i Catalogue of Life.